# Костадин Марков (политик)
Костадин Марков е български политик от СДС/Реформаторски блок, заместник-председател на Съюза на демократичните сили, настоящ народен представител в XLIII народно събрание, бивш заместник-кмет на община Бургас.

## Биография

### Произход и образование
Костадин Иванов Марков е роден на 15 ноември 1971 г. в гр. Гоце Делчев. Завършил е Строителния техникум в родния си град, а по-късно и Университета за строителство, архитектура и градоустройство в София (УАСГ), специалност „Промишлено и гражданско строителство“. Има магистърска степен "Строителни конструкции“. Специализирал е политически мениджмънт в НБУ.

### Работа в Община Бургас
Костадин Марков стартира кариерата си като строителен консултант на български, английски, гръцки и израелски компании, които са избрали да инвестират в Бургас и Южното Черноморие. Специализира се в управление на проекти по оперативни програми на ЕС „Регионално развитие“ и „Околна среда“. Заради опита му, община Бургас го издига за председател на комисията по териториално и селищно устройство. Умението му да ръководи големи и сложни по състав и функции компании го превръща в най-подходящия за заместник-кмет по „Устройство на територията и строителството“ в община Бургас.
От 2007 г. до 2014 г. е заместник-кмет по устройство на територията и строителството на община Бургас. Той е специалист по строителство и е водеща фигура в екипа, превърнал вечно разкопания Бургас в най-добрия град за живеене. Под негово ръководство, като зам.-кмет на града, са ремонтирани или направо изградени отново много от конфликтните кръстовища в морския град. Участвал е в реализацията на ВиК проекти, осигуряващи водоснабдяването и на най-отдалечените квартали на Бургас.

### Политическа дейност
Увлича се по политиката през 1997 г. Тогава е още студент и е неизменна част от протестите срещу управлението на Жан Виденов. През 2000 г. се завръща в Бургас и става член на СДС. Само година по-късно става заместник-председател на местен клуб, а през 2002 г. е избран за председател на местен клуб. Става заместник-председател на Общински съвет на СДС-Бургас през 2003 г. За четири години той доказва качествата и уменията си и е избран за председател на общинския съвет на СДС-Бургас (2007 г.) Две години по-късно оглавява сините редици и на областно ниво. През 2009 г. е избран за председател на областния съвет на СДС в Бургас. Подава оставка като областен председател на СДС в Бургас след катастрофалните резултати на Коалиция СДС на изборите за народни представители през 2013 г. Тогава СДС получава най-ниския резултат в история си – 1,3%, и остава извън Народното събрание.
На XXI Национална конференция на Съюза на демократичните сили, през юли 2013 г., е избран за заместник-председател на СДС.

### Депутат в XLIII НС
Марков е водач на листата с кандидати за народни представители на Реформаторския блок във 2-ри МИР – Бургас. Коалицията печели 6,41% от гласовете и изпраща водача си в парламента.

## Семейство
Костадин Марков е женен и има двама сина.
Брат му – Борис Марков, е бивш временен председател на СДС, както и бивш председател на предизборния щаб на партията.